# Danomyia albipilus
Danomyia albipilus là một loài ruồi trong họ Asilidae. Danomyia albipilus được Becker miêu tả năm 1922.